# Værløse

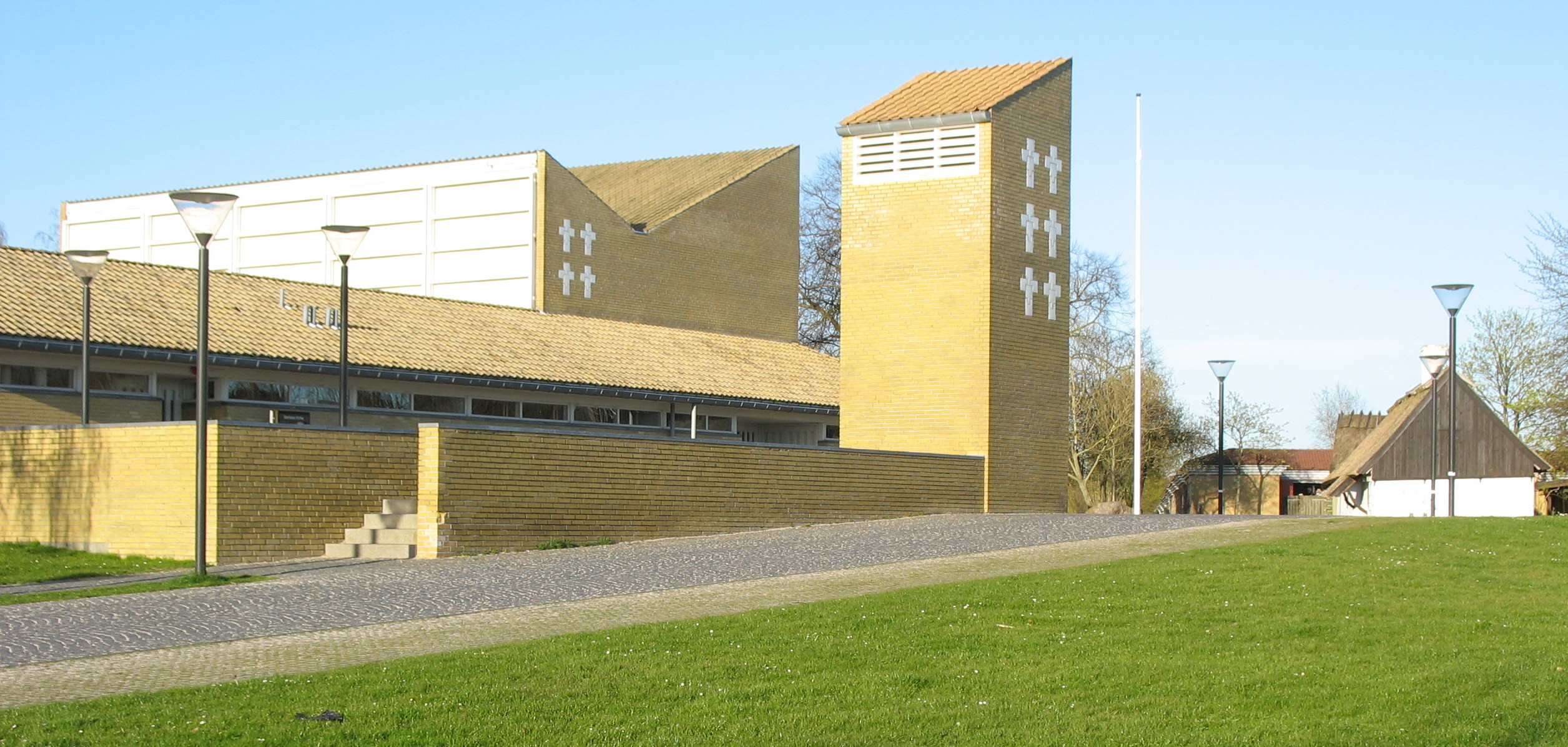
Biserica

Værløse este un oraș în Danemarca.